# 濱田賢二
滨田賢二（日语：／ Hamada Kenji，1972年4月12日—）是日本男性聲優，Mausu Promotion所屬，福岡縣出身。

## 人物
- 自1998年起是Mausu Promotion的聲優。
- 主要是外國劇目進行吹替的工作，早期動畫擔任過場角色比較多，自機動戰士00的帕特利克·柯拉萨温及幻影籃球王的木吉鐵平後，陸續有戲份較重的動畫角色擔當。
- 本來是吸煙者，但近年開始戒煙。

## 演出作品
- 粗體字為主要角色

### 電視動畫
1998年
- EAT-MAN'98（チビ、ド・マルクの侍従、男）
- 夢幻拉拉（老人達、西山、警備員）

1999年
- 鋼鐵天使（科學家）
- GTO（街之不良）
- 可愛巧虎島（機器人（ブリキの虎））
- ∀GUNDAM（ミリシャ兵）
- （浮浪者（アギト）、自衛官）
- （現場監督、四加正樹、柴田参謀、教師、旁白）
- 秀逗博士（作業員）
- 名侦探柯南（西山務）
- （保安官B #6）

2000年
- （士官）
- 最遊記（妖怪、高僧、銀髪鬼、親父）
- 寵物小精靈（發電所所員）
- 風雲爆彈娘（純色太郎、刑事機器人R）
- 名偵探柯南（社員A、鑑識E）

2001年
- 犬夜叉（雑兵）
- （柳瀨刑事）
- （鯛魚燒店、救援隊）
- 心之圖書館（仲間1、編集B、利用客）
- 光劍星傳EX
- 星界的戰旗II（刑務官Ａ）
- 名偵探柯南（観光客、男E）

2002年
- 水瓶戰記 Sign for Evolution（あかねのマネージャー）
- Weiß kreuz Glühen
- 星空的邂逅（アナウンサー）
- （切札勝利）
- 棋魂（客）

2003年
- 槍墓（哈利・麥克道威爾（青年時代））
- （天神泰三）
- 鼻毛真拳（宇治金TOKIO）
- 星球流浪記（ルナの父）

2004年
- 詩∽片（橘理人）
- DAN DOH!!（菅原将司、大隈慎吾、テリー・グレイズ、笠清也、佐藤、アナウンサー、オーナー、競技委員、横田のコーチ）
- （切札勝利）
- 天上天下（竜崎勤）
- 遙久時空-八葉抄-（妖刀 #2）
- 光與水的女神（トレバー）
- 忘卻的旋律（SP）
- 瑪莉亞的凝望（福沢祐一郎）
- 美鳥日記（不良ボス）
- 名探偵柯南（刑警）
- （多尾努）
- （多尾努）

2005年
- 衝鋒21（高見伊知郎、胸肩厚、玉八）
- 奇幻魔法Melody（担当の斉藤）
- （參謀長）
- 強殖装甲（ノズコフ）
- 冰上萬花筒（猪戸）
- 絕對少年（稀代秋之）
- 索斯機械獸V（ユウロ）
- ToHeart2（圖書委員長）
- NARUTO（うちはフガク、油女シビ（油女ゲン））
- 蜂蜜幸運草（野宮匠）
- 天國之吻（小泉讓二（喬治））
- 名偵探柯南（刑警C）
- 彈珠汽水（多惠之父）

2006年
- 牙 -KIBA-（ミゲル）
- 銀魂（総長 #26）
- Ghost Hunt（瀧川法生）
- 砂沙美魔法少女俱樂部 （岩倉銀次、校長先生）
- 雙面騎士（ベルニス #1 - 2）
- 天保異聞 妖奇士（阿部正弘）
- TOKYO TRIBE2（アゴ）
- NANA（水越誠一）
- 蜂蜜幸運草II（野宮匠）
- 南瓜剪刀（イアン）
- 蟲師（沢（青年時代） #26）
- 名偵探柯南（沼田刑警）
- 夢使者（冬村瑞樹）
- （ #17）
- 流星洛克人（育田道德）

2007年
- ef - a tale of memories.（久瀨修一、予告 #7）
- 機神大戰（柳澤矢七）
- 機動戰士GUNDAM 00（帕特利克·柯拉萨温、管制官 #2、司令 #4、義大利議員 #7・#19、司令官 #11）
- 銀魂（北大路齋 #77 - 78、#81）
- 獵魔戰記（黒い布の男、達夫）
- （信樂伊右衛門）
- （切札勝利）
- （切札勝利）
- 旋風管家（綾崎瞬（颯的父親））
- 遙久時空3（平知盛）
- 武裝鍊金（根来忍）
- （森山皇大）
- 蟲之歌（大蔵倭／兜）

2008年
- RD 潛腦調査室（ユージン）
- ef - a tale of melodies.（久瀬修一）
- 機動戰士GUNDAM 00第二季（帕特利克·柯拉萨温）
- CLANNAD（籃球隊隊長 #16）
- 鬼太郎（月雄 #49、 #74）
- （刑事 #17）
- 屍姬（ #4）
- 蜜糖邦尼 巧克力！（あおみみうさ、ソフィアのパパ）
- SKIP BEAT！華麗的挑戰（椹武憲）
- 逮捕令（自転車泥棒 #23（番外編））
- （ #5）
- （切札勝利）
- 夏目友人帳（杉野章史 #8）
- 二十面相少女（明智）
- 伯爵與妖精（学者 #1）
- 秘密 〜The Revelation〜（曽我孝）

2009年
- CANAAN（御法川實）
- 花冠之淚（凱伍斯）
- 黑神（比瑢）
- 07-GHOST神幻拍檔（休加、吉歐大司教、前大司教）
- 鋼之鍊金術師 FULLMETAL ALCHEMIST（瓦特·法爾曼）
- BASQUASH!（詹姆士·隆）
- 青花（各務正則）
- 簡單易懂的現代魔法（黃蓋瑞）
- BLEACH（冰輪丸）
- 戰鬥司書系列（札托＝隆多弘）
- ONE PIECE（奇拉）

2010年
- 無法掙脫的背叛（吳羽冬解）
- 吸血鬼同盟（伊萬科夫）
- 王牌投手 振臂高揮 -夏季大會篇 （仲澤呂佳）
- 怪談餐廳（担任）
- 信蜂（サミュエル）
- 遙遠時空3 永無止境的命運（平知盛、銀）
- ONE PIECE（イナズマ 閃電（男））
- 爆漫王（真城信弘（川口太郎））

2011年
- 花開物語（四十萬緣）
- 神的記事本（草壁昌也）
- 魔乳秘劍帖（魔乳胸幸）
- 爆漫王。2（真城信弘（川口太郎））

2012年
- 輪迴的拉格朗日（中泉浩）
- 黑子的籃球（木吉鉄平）
- TARI TARI（坂井圭介）
- 輪迴的拉格朗日第2季（中泉浩）
- 王者天下（馮忌）
- 爆漫王。3（真城信弘（川口太郎））
- Little Busters!（三枝晶）

2013年
- 人魚又上鉤（川端）
- 蘿球社！SS（香椎萬里）
- 神不在的星期天（強攻）
- 噬血狂襲（布魯德·丹柏葛拉夫）
- 黑子的籃球 第二季（木吉鐵平）
- 夜櫻四重奏 -花之歌-（盛岡枝垂）
- 伽利略少女（海爾曼·漢斯）

2014年
- 姐姐來了（水原正也）
- 金田一少年之事件簿R（瀧川龍太）
- 魔法科高中的劣等生（辰巳鋼太郎）
- 白銀的意志 ARGEVOLLEN（羅倫茲·朱利亞諾）
- 月刊少女野崎同學（約翰）
- 魔彈之王與戰姬（斯堤德）
- 尋找失去的未來（凪沙的父親）
- 女友伴身邊（賽日·約翰·魯梅爾）
- Happiness Charge 光之美少女！（爭執夫人）

2015年
- 黑子的籃球 第三季（木吉鐵平）
- 境界觸發者（東春秋）
- 魔术快斗1412（杰克·康纳利）
- GANGSTA.（ハウゼン）
- 彗星·路西法（卡茲·斯秋瓦特）
- 高校星歌劇（導演）

2016年
- NORN9 命運九重奏（旅人／結賀史狼）
- 只有我不存在的城市（北村）
- 舞武器·舞亂伎（野野由樹）
- JoJo的奇妙冒險 不滅鑽石（片桐安十郎）
- B-PROJECT〜鼓動＊Ambitious〜（助監督）
- TABOO TATTOO－禁忌咒紋－（強森）
- 91Days（提古雷）
- Active Raid－機動強襲室第八課－ 2nd（宇津木）
- 刀劍亂舞－花丸－（御手杵）

2017年
- 鬼平（酒井祐助[1]）
- 偶像事變（伽理亞）
- SUPER LOVERS 2（森一至）
- 愛麗絲與藏六（カーク・ハーシェル）
- 飆速宅男 NEW GENERATION（大濠）
- 在地下城尋求邂逅是否搞錯了什麼 外傳 劍姬神聖譚（奧力瓦司·亞克特）
- 人馬小姐不迷茫（君原蒼太）
- 帶著智慧型手機闖蕩異世界。（馬場）
- 地獄少女 宵伽（小暮和臣）
- DRIVE HEAD 救援特警隊（車田城）
- 見習神仙 秘密的心靈（橘Joker）

2018年
- 博多豚骨拉麵團（重松）
- 續 刀劍亂舞－花丸－（御手杵）
- 飆速宅男 GLORY LINE（大濠）
- 銀河英雄傳說 Die Neue These 邂逅（卡斯帕·林玆）
- 鋼彈創鬥者 潛網大戰（帕特利克·柯拉萨温）
- 刀劍神域外傳Gun Gale Online（玩家）
- 千銃士（利奧波德[2]）
- Angolmois 元寇合戰記（男衾三郎[3]）
- 茜色少女（奈奈的繼父）
- 傀儡馬戲團（喬治·拉羅修[4]）

2019年
- 我們真的學不來！（成幸的父親）
- 進擊的巨人 Season 3（庫沙瓦）
- 名侦探柯南（朽木良人）
- 平凡職業造就世界最強（里曼）
- 放學後桌遊俱樂部（高屋敷健司）

2020年
- 異種族風俗娘評鑑指南（布魯茲）
- pet（周俊杰）
- 戀愛中的小行星（地質標本館 解説員）
- 虛構推理（寺田刑事）
- Healin' Good ♥ 光之美少女（圓山教生）
- 夢夢貓（朝陽爸爸）
- Asatir 未來的傳說故事（薩塔姆〈青年〉、薩塔姆〈物語的夥伴〉）
- 高校之神（審判員Q）
- 炎炎消防隊 貳之章（亞瑟的父親）
- 『催眠麥克風 -Division Rap Battle-』Rhyme Anima（凌霄花玄翁）
- 光之戰記 -ZUERST-（皇帝）
- 在魔王城說晚安（明星）

2021年
- 進擊的巨人 The Final Season（庫沙瓦）
- 奇巧計程車（陰溝）
- 精靈幻想記（艾佛列德·埃麥爾）
- 關於我轉生變成史萊姆這檔事 第2期（艾拉多）
- 魔法科高中的優等生（辰巳鋼太郎）
- 白金終局（明日的父親）
- 境界觸發者 3rd season（東春秋）
- 夢夢貓 Mix！（朝陽爸爸）
- 世界盡頭的聖騎士（湯姆長老）

2022年
- 白領羽球部（政時元[5]）
- 平凡職業造就世界最強 2nd season（里曼）
- Estab-Life Great Escape（山田一郎）
- 愛在征服世界後（死死美的父親）
- 王者天下4（師）
- 飆速宅男 LIMIT BREAK（大濠情二）
- 點滿農民相關技能後，不知為何就變強了。（基路·韋恩[6]）
- 因為是反派大小姐所以養了魔王（皮耶爾·尚·艾爾梅亞）
- 機動戰士GUNDAM 水星的魔女（艦長）

2023年
- 轉生公主與天才千金的魔法革命（奧芬斯·伊爾·帕雷提亞）
- 被解僱的暗黑士兵（30多歲）開始了慢生活的第二人生（恩維爾[7]）
- 物之古物奇譚（袿）
- 呆萌酷男孩（瞬的父親）
- 帶著智慧型手機闖蕩異世界。2（馬場信晴）
- 我家的英雄（哲雄的父親）
- 轉生貴族的異世界冒險錄～不知自重的眾神使徒～（多蘭）
- 萊莎的鍊金工房 ～常闇女王與秘密藏身處～（呂貝爾特·巴蘭茨）
- 甜點轉生（斯托戴爾）
- AI電子基因（後藤敏）
- 神選（護郎的父親）
- 地下忍者（平）
- 狩龍人拉格納（克里斯多福·奧爾格倫[8]）
- 七大罪 啟示錄四騎士（卡爾登）
- 狩龍人拉格納（克里斯多福·奧魯格勒因[9]）
- 星靈感應（遙乃的祖父）

2024年
- 為了在異世界也能撫摸毛茸茸而努力。（加爾迪）
- 隔壁的妖怪鄰居（田中平[10]）
- 刀劍亂舞 廻 -虛傳 燃燒的本能寺-（御手杵[11]）
- 黑執事 寄宿學校篇（迪德里希）
- 怪異與少女與神隱（乃都香的父親）
- 關於我轉生變成史萊姆這檔事 第3期（艾拉多）
- FAIRY TAIL魔導少年 百年任務（史卡利昂[12]）
- 刀劍神域外傳 Gun Gale Online II（玩家）
- 青之壬生浪（藤田[13]）
- 村井之戀（平井父）

2025年
- Unnamed Memory 無名記憶 Act.2（卡莉斯特）
- 歡迎來到日本，妖精小姐。（一条徹）
- 魔域英雄傳說（羅茲[14]）
- 灰色：幻影扳機（漆原緣[15]）
- Re:從零開始的異世界生活 3rd season（莉莉安娜的父親）
- 搖滾樂是淑女的嗜好（石谷潤）
- 機動戰士Gundam GQuuuuuuX（奧爾迪加）
- 炎炎消防隊 參之章（亞瑟的父親）

### OVA
2000年代
- 銀河英雄傳說外傳－螺旋迷宮（ブット）
- 銀河英雄傳說外傳－決闘者
- （天神泰三）
- （高官）
- （一番手、男A）
- - （町民C、通行人C）
  - 浦島太郎（客B、男C）
- 瑪莉亞的凝望3rd（福澤祐一郎）

2013年
- 人魚又上鉤（川端）※漫畫第9集附DVD特裝版

2014年
- 十三支演義 〜偃月三国傳〜（公孫瓚）

2015年
- 四月是你的謊言（有馬隆彦）※漫畫第11巻附限定版DVD
- SHIROBAKO 劇中劇動畫「第三飛行少女隊」（ラーイ）
- 無頭騎士異聞錄 DuRaRaRa!!×2 轉 外傳！？ 第13.5話 戀愛故事鏗鏗鏗（狼男）※劇場先行上映[16]

### 劇場版動畫
- 爺爺的煤油燈（巳之助的兒子）
- （切札勝利）
- 人狼 JIN-ROH

2008年
- 棒球大聯盟劇場版 友情的一球（古賀哲也）

2011年
- 追逐繁星的孩子（僧兵隊長）

2012年
- 伏 鐵砲娘的捕物帳（日语：伏 鉄砲娘の捕物帳）（大角）
- 神秘之法（高登長官C）

2013年
- 花開物語劇場版 HOME SWEET HOME（四十萬緣）

2019年
- ONE PIECE STAMPEDE（奇拉）

2020年
- 喬瑟與虎與魚群動畫版

2021年
- 讓我聽見愛的歌聲（野見山）

2022年
- 奇巧計程車劇場版：撲朔迷林（陰溝）

### 網路動畫
2021年
- 轟天高校生（山本所長）

2023年
- 陰陽師（敦實親王[17]）

### 外語電影、影集配音
- 少林足球：年輕的強雄
- 央視三國演義：魏延（09年重新配音的精簡版本）
- 逆天潛能：Andy

### 特攝片
2006年
- 轟轟戰隊冒險者：豹甲

2008年
- 炎神戰隊轟音者：鋼炮警犬

### 遊戲
- 無双OROCHI 2（素戔嗚）
- 人中之龍5（八幡）
- 人中之龍 維新！（谷三十郎）
- 白色相簿2（本田）
- 裏語 薄樱鬼（山縣有朋）
- 黑子的籃球系列（木吉鐵平）
- 十三支演義 〜偃月三国傳〜（公孫瓚）
- 最终幻想XIV：苍穹之禁城（艾斯蒂尼安）
- 刀劍亂舞online（御手杵）
- 机动战士高达战记（奥罗斯·巴德）
- 真·三國無雙8（荀攸）
- 無双OROCHI 3（素戔嗚）
- 萊莎的鍊金工房～常闇女王與秘密藏身處～（呂貝爾特•巴蘭茨）
- 聖火降魔錄 英雄雲集（基爾羅伊、淺間）
- 永恆冒險（阿爾薩德）
- 戦国無双5（武田信玄)
- 快打旋風6（Dee Jay)
- 絕區零 (本·比格)

2025年
- 空之軌跡 the 1st（卡西烏斯·布萊特）

### 廣播劇CD
2012年
- 奮鬥吧！系統工程師（藤崎伊左次）

2015年
- 魔法少女奈叶INNOCENT Sound Stage（葛兰兹·弗洛利安）

2017年
- 小書痴的下剋上：為了成為圖書管理員不擇手段！ 廣播劇CD（卡斯泰德[18]）

2018年
- 小書痴的下剋上：為了成為圖書管理員不擇手段！ 廣播劇CD2（卡斯泰德[19]）

## 腳註
1. ↑  . アニメ「鬼平」公式サイト.   [2017-01-05]. （原始内容存档于2017-01-04）.
2. ↑  . 電視動畫「千銃士」官網.   [2018-07-04]. （原始内容存档于2018-06-14）.
3. ↑  . 電視動畫「Angolmois 元寇合戰記」官網.   [2018-06-09]. （原始内容存档于2018-06-11）.
4. ↑  . 電視動畫「傀儡馬戲團」官方網站.   [2018-11-02]. （原始内容存档于2018-08-01） （日语）.
5. ↑  . Comic Natalie. 2022-01-07  [2022-01-07]. （原始内容存档于2022-01-07） （日语）.
6. ↑  . Comic Natalie. 2022-08-24  [2022-08-24]. （原始内容存档于2022-09-03） （日语）.
7. ↑  . Comic Natalie. 2022-11-18  [2022-11-18]. （原始内容存档于2022-11-18） （日语）.
8. ↑  . Comic Natalie. 2023-11-02  [2023-11-02]. （原始内容存档于2023-11-07） （日语）.
9. ↑  . コミックナタリー (ナターシャ). 2023-11-02  [2023-11-02]. （原始内容存档于2023-11-07）.
10. ↑  . Comic Natalie. 2024-02-22  [2024-02-22]. （原始内容存档于2024-02-22） （日语）.
11. ↑  . Comic Natalie. 2024-02-12  [2024-02-12]. （原始内容存档于2024-02-13） （日语）.
12. ↑  . Comic Natalie. 2024-05-24  [2024-05-24]. （原始内容存档于2024-05-24） （日语）.
13. ↑  . Comic Natalie. 2024-11-09  [2024-11-09] （日语）.
14. ↑  . Comic Natalie. 2025-01-11  [2025-01-11]. （原始内容存档于2025-01-24） （日语）.
15. ↑  . Comic Natalie. 2025-02-03  [2025-02-03]. （原始内容存档于2025-02-06） （日语）.
16. ↑  .   [2016年3月2日]. （原始内容存档于2016年8月1日） （日语）.
17. ↑  . Comic Natalie. 2023-09-01  [2023-09-01]. （原始内容存档于2023-09-03） （日语）.
18. ↑  . TOブックス.   [2020-06-30]. （原始内容存档于2019-12-13） （日语）.
19. ↑  . TOブックス.   [2020-06-30]. （原始内容存档于2019-12-13） （日语）.

## 外部連結
- 事務所公開簡歷 （页面存档备份，存于）（日語）